# Толл-подобный рецептор 1
TLR1 (толл-подобный рецептор 1, CD281) — мембранный белок, член группы толл-подобных рецепторов, обеспечивающих функционирование врождённого иммунитета. TLR1 распознаёт патоген-связанные молекулярные структуры грам-положительных бактерий: бактериальные пептидогликаны и липопептиды. Относится к подгруппе «TLR2» толл-подобных рецепторов (вместе с TLR2, TLR6 и TLR10), так как способен образовывать комплекс с TLR2, что значительно расширяет спектр распознаваемых бактериальных продуктов и повышает эффективность иммунитета.

## Структура и функции
TLR1 состоит из 768 аминокислот и присутствует на всех лейкоцитах. В целом экспрессия этого толл-подобного рецептора — самая высокая из всех рецепторов этой группы. TLR1 способен образовывать TLR1-TLR1 гомодимеры либо TLR1-TLR2 гетеродимеры, которые распознают различные бактериальные триацилированные липопептиды и другие продукты микобактерий. Низкий уровень выработки этих рецепторов связан с пониженной отвечаемостью на туберкулёзные микобактерии.